# 亞謝尼夫齊
49°48′7″N 24°50′49″E / 49.80194°N 24.84694°E
亞謝尼夫齊（烏克蘭語：Ясенівці），是烏克蘭西部的村莊，隸屬利維夫州的佐洛奇夫區。該村始建於1473年，面積2.95平方公里，2023年人口1,609，人口密度每平方公里545.5人。